# Liechtenstein a 2010. évi nyári ifjúsági olimpiai játékokon
Liechtenstein a Szingapúrban megrendezett 2010. évi nyári ifjúsági olimpiai játékok egyik részt vevő nemzete volt. Az ország a játékokon 2 sportágban 3 sportolóval képviseltette magát, akik érmet nem szereztek. A sportolók cselgáncsban és úszásban vettek részt.

## Cselgáncs
Fiú
| Versenyző      | Versenyszám | Selejtező                          | Negyeddöntő       | Elődöntő          | Vigaszág negyeddöntő         | Vigaszág elődöntő | Bronzmérkőzés     | Döntő             | Helyezés |
| Versenyző      | Versenyszám | Ellenfél Eredmény                  | Ellenfél Eredmény | Ellenfél Eredmény | Ellenfél Eredmény            | Ellenfél Eredmény | Ellenfél Eredmény | Ellenfél Eredmény | Helyezés |
| -------------- | ----------- | ---------------------------------- | ----------------- | ----------------- | ---------------------------- | ----------------- | ----------------- | ----------------- | -------- |
| Patrick Marxer | 66 kg       | Dulguun Otgonbayar (MGL) · 000-102 |                   |                   | Beka Tugushi (GEO) · 000-111 | kiesett           | kiesett           | kiesett           | 13.      |

Csapat
| Csapattagok | Versenyszám   | Selejtező         | Negyeddöntő       | Elődöntő          | Döntő             | Helyezés |
| Csapattagok | Versenyszám   | Ellenfél Eredmény | Ellenfél Eredmény | Ellenfél Eredmény | Ellenfél Eredmény | Helyezés |
| --- | ------------- | ----------------- | ----------------- | ----------------- | ----------------- | -------- |
| Párizs · Batizi Barbara (HUN) · Patrick Marxer (LIE) · Maja Rasinska (POL) · Farshid Ghasemi Asl (IRI) · Sophina Arrey (CMR) · Khasan Khalmurzaev (RUS) · Sana Khelifi (ALG) · Fernando Vanoye (MEX) | Vegyes csapat | Tokió 3-5         | kiesett           | kiesett           | kiesett           | 9.       |

## Úszás
Fiú
| Versenyző  | Versenyszám | Előfutam | Előfutam | Elődöntő | Elődöntő | Döntő   | Döntő    |
| Versenyző  | Versenyszám | Idő      | Hely.    | Idő      | Hely.    | Idő     | Helyezés |
| ---------- | ----------- | -------- | -------- | -------- | -------- | ------- | -------- |
| Simon Beck | 50 m mell   | 31,36    | 12.      | 31,31    | 12.      | kiesett | kiesett  |
| Simon Beck | 100 m mell  | 1:08,42  | 26.      | kiesett  | kiesett  | kiesett | kiesett  |

Lány
| Versenyző     | Versenyszám    | Előfutam | Előfutam | Döntő   | Döntő    |
| Versenyző     | Versenyszám    | Idő      | Hely.    | Idő     | Helyezés |
| ------------- | -------------- | -------- | -------- | ------- | -------- |
| Julia Hassler | 200 m gyors    | 2:06,11  | 18.      | kiesett | kiesett  |
| Julia Hassler | 400 m gyors    | 4:18,59  | 6.       | 4:17,94 | 7.       |
| Julia Hassler | 200 m pillangó | 2:18,53  | 13.      | kiesett | kiesett  |

## Fordítás
Ez a szócikk részben vagy egészben  a   Liechtenstein at the 2010 Summer Youth Olympics című angol Wikipédia-szócikk fordításán alapul.  Az eredeti cikk szerkesztőit annak laptörténete sorolja fel. Ez a jelzés csupán a megfogalmazás eredetét és a szerzői jogokat jelzi, nem szolgál a cikkben szereplő információk forrásmegjelöléseként.